# Марміт (паста)
Марміт (англ. Marmite) — назва двох подібних харчових паст, британської (що також продається в ПАР) і новозеландської. Обидві є продуктами екстракту дріжджів, побічного продукту пивоваріння.
Британська версія продукту — липка, темно-коричнева паста з відмітним, стійким ароматом. Паста має дуже солоний смак та смак умамі, загалом дещо нагадує  соєвий соус. Цей особливий смак відображено в поширеній у Британії рекламі продукту — «любіть або ненавидьте».
Продукт подібний до австралійського Вегеміту і швейцарського Ценовісу. Східний продукт Бовріл зараз робиться з екстракту яловичини. Інша версія Марміту, з помітно відмінним смаком, також виробляється в Новій Зеландії з початку 1919 року.